# Luciano Caveri
Luciano Caveri, italijanski novinar in politik, * 25. december 1958, Aosta.

## Odlikovanja in nagrade
Leta 2004 je prejel srebrni častni znak svobode Republike Slovenije z naslednjo utemeljitvijo: »za zasluge v dobro Slovencem v Italiji, posebej pri uveljavljanju pravic slovenske manjšine v Italiji«.